# HD 91375
HD 91375，又名CP-71 1034，SAO 256722、HR 4138，是一颗恒星，视星等为4.74，位于銀經292.41，銀緯-12.07，其B1900.0坐标为赤經10h 27m 48.7s，赤緯-71° -12.07′ 42″。